# Cavallo Denaro
Cavallo Denaro (Cavalo Dinheiro) è un film del 2014 diretto da Pedro Costa.